# Райымбек
Райымбек (каз. Райымбек; до 7 августа 1996 года — Авангард) — село в Карасайском районе Алматинской области Казахстана. Административный центр Райымбекского сельского округа. Находится примерно в 9 км к востоку от центра города Каскелен. Код КАТО — 195253100.Главная улица - Суюнбай.

## Население
В 1999 году население села составляло 3847 человек (1928 мужчин и 1919 женщин). По данным переписи 2009 года в селе проживали 3572 человека (1759 мужчин и 1813 женщин).

Акимом поселка Райымбек с 1998 года является Жумабек Жасулан.